# SBIアラプロモ
SBIアラプロモ株式会社は、5-ALA（5-アミノレブリン酸)を利用した医薬品・化粧品・健康食品の製造・販売および機能性表示食品の開発・販売も行っている企業。
なお、2012年3月まで同名称であった企業・SBIファーマ株式会社も当記事で扱う。

## 概要
SBIアラプロモ・SBIファーマは、SBIホールディングス株式会社の子会社で「バイオ・ヘルスケア＆メディカルインフォマティクス事業」に位置付けられ、5-ALAを用いた医薬品・健康食品・化粧品の研究開発・販売を行う。SBIアラプロモは、2008年に設立したSBIファーマ（旧SBIアラプロモ）より、2012年4月販売部門を承継。SBIファーマの事業の一部であるサプリメント事業について、2023年2月をもってSBIアラプロモに会社分割（吸収分割）の方法により承継された
。

## 沿革
- 2008年
  - 4月 - SBIホールディングスとコスモ石油の合弁事業で設立。
- 2012年
  - 4月 - SBIファーマ株式会社に社名を変更[4]。化粧品及び健康食品の国内販売事業を新会社のＳＢＩアラプロモ株式会社へ移管。
- 2013年
  - 7月 - サプリメント「アラプラス ゴールド」発売。
  - 9月 - 光線力学診断用剤 「アラグリオ®内用剤1.5g」を発売[5]。
  - 11月 - サプリメント「アラプラス」発売。
- 2014年
  - 4月 - 医療用光源「2色LED光源 Aladuck® LS-DLED」・新シリーズ「アラプラス 美シリーズ」の2つのサプリメント発売。
- 2015年
  - 3月 - ボディクリーム「アラプラス ボディクリーム アラピ」を発売。
  - 12月 - 12月‐5-ALA配合機能性表示食品「アラプラス 糖ダウン」・サプリメント「アラプラス スポーツ ハイパフォーマンス」発売。
- 2016年
  - 1月 - 化粧品「ALA PLUSスキンケアシリーズ」リニューアル。
- 2017年
  - 1月 - 日本バイオベンチャー大賞「経済産業大臣賞」受賞。
  - 5月 - オールインワンサプリメント「アラプラス Meno.ストップ」発売。
  - 7月 - アラプラス美シリーズ「アラプラス からだシェイプ」発売。
  - 12月 - 膀胱がんを適応とした光線力学診断用剤 「アラグリオ®顆粒剤分包1.5g」・機能性表示食品「SBI イチョウ葉」発売。
- 2018年
  - 10月 - 発芽玄米「発芽玄米の底力」発売。
- 2019年
  - 3月 - 機能性表示食品「アラプラス 深い眠り」発売。
  - 10月 - 「アラプラス ハイパフォーマンス&リカバリー」・機能性表示食品「アラプラス からだアクティブ」発売。
- 2021年
  - 3月 - 医療用光源「Aladuck® 405」を発売。
  - 5月 - 機能性表示食品「アラプラス メンタルケア」発売。
  - 8月 - サプリメント「アラプラス 5-ALA20」発売。
  - 10月 - プレミアムサプリメント「SBI BEST NMN」発売。
  - 12月 - 機能性表示食品「アラプラス 糖ダウン アラシア」発売。
- 2022年
  - 5月 - 機能性表示食品「アラプラス ゴールド　疲労感軽減」発売。
  - 9月 - 機能性表示食品「アラプラス 糖ダウン ドリンク」発売。
  - 11月 - 粉末清涼飲料「アラプラス からだアクティブ 5-ALA ドリンク」・サプリメント「アラプラス からだアクティブ 5-ALA25」・機能性表示食品「アラプラス からだアクティブ 5-ALA100」発売。
- 2023年
  - 2月 -  SBIファーマの事業の一部であるサプリメント事業を会社分割（吸収分割）の方法により承継。
  - 7月 - 機能性表示食品「アラプラス 糖脂ダウン」発売。
  - 8月 - 「5-ALA」・「低分子化フコイダン」を一粒に凝縮した「アラプラス フコイダン」を発売。

## 商品

### 機能性表示食品
- アラプラス 糖ダウン(血糖値ケア)
- アラプラス 糖ダウン リッチ (血糖値ケア)
- アラプラス 糖ダウン アラシア(血糖値ケア)
- アラプラス 糖ダウン ドリンク(血糖値ケア)
- アラプラス 深い眠り/深い眠りメンタルケア(睡眠、メンタル)
- アラプラス からだアクティブ100(運動機能)
- アラプラス メンタルケア(メンタル)
- アラプラス 疲労感軽減(疲労ケア)
- アラプラス 糖脂ダウン(お腹脂肪、血糖値ケア)
- 発芽玄米の底力(血圧、中性脂肪、コレステロールケア)

### サプリメント(栄養補助食品)
- アラプラス ゴールド
- アラプラス ゴールドEX
- アラプラス フコイダン
- アラプラス NMN
- アラプラス CoQ10
- アラプラス からだシェイプ
- アラプラス　からだアクティブ25
- アラプラス　からだアクティブ 5-ALAドリンク
- アラプラス 5-ALA20
- SBI イチョウ葉

### 化粧品
- アラプラス ディープクレンジングジェル
- アラプラス ピュアクレイウォッシュ
- アラプラス エッセンシャルローション
- アラプラス コンセントレートセラム
- アラプラス モイスチャライジングクリーム
- アラプラス ボディクリーム アラピ
- ALA リフト コンセントレート セラム
- ALA リフト コンセントレート ローション
- ALA リフト コンセントレート クリーム

## CM
- 機能性表示食品「アラプラス 糖ダウンドリンク」TV-CM「糖ダウンのうた」篇[6]
  - 2023年1月:出演者　はいだしょうこ